# Didot
Didot is een groep lettertypen. Het type is afkomstig uit de Franse drukkerij van de familie Didot. Het lettertype wordt in de Vox-classificatie ondergebracht bij Didonen.
Het huidige lettertype Didot is gebaseerd op een verzameling verwante types die zijn ontwikkeld in de periode 1784-1811. Firmin Didot (1764-1836) was verantwoordelijk voor het gieten van de types die zijn broer Pierre Didot (1760-1853) gebruikte voor het zetten van drukwerk. Diens uitgave van Voltaires La Henriade uit 1818 wordt beschouwd als zijn meesterwerk. De ontwikkeling van het lettertype werd geïnspireerd door John Baskervilles type. Het lettertype van de familie Didot kent een groot contrast en vertoont overeenkomsten aan Bodoni dat in dezelfde periode in Italië door Giambattista Bodoni is ontwikkeld.
Er zijn verscheidene moderne versies van Didot uitgebracht. Net als bij het lettertype Bodoni zijn er bij digitale versies soms problemen met de leesbaarheid, vooral bij kleinere korpsen verdwijnen de dunne bogen en zijn alleen de dikkere stokken en bogen te zien. Onder de meer succesvolle digitale versies van Didot bevindt zich die van Adrian Frutiger voor Linotype. Frutiger voorkomt de problemen in de kleinere korpsen door iets dikkere slagen te gebruiken.